# Kanton Puy-l'Évêque
Kanton Puy-l'Évêque (francouzsky Canton de Puy-l'Évêque) je francouzský kanton v departementu Lot v regionu Midi-Pyrénées. Tvoří ho 16 obcí.

## Obce kantonu
- Cassagnes
- Duravel
- Floressas
- Grézels
- Lacapelle-Cabanac
- Lagardelle
- Mauroux
- Montcabrier
- Pescadoires
- Prayssac
- Puy-l'Évêque
- Saint-Martin-le-Redon
- Sérignac
- Soturac
- Touzac
- Vire-sur-Lot